# Piratini
Piratini is een gemeente in de Braziliaanse deelstaat Rio Grande do Sul. De gemeente telt 21.180 inwoners (schatting 2009).

## Aangrenzende gemeenten
De gemeente grenst aan Canguçu, Cerrito, Encruzilhada do Sul, Herval, Pedro Osório, Pinheiro Machado en Santana da Boa Vista.